# Thelairodes paradoxicus
Thelairodes paradoxicus là một loài ruồi trong họ Tachinidae.